# Papež Sergij II.
Sergij II., papež Rimskokatoliške cerkve; * okrog 790 Rim (Papeška država, Frankovsko kraljestvo); † 27. januar 847 Rim ( Papeška država, Italija, Sveto rimsko cesarstvo).

## Življenjepis

### Mladost
Sergij je bil Rimljan; tam se je rodil, a z dvanajstimi leti mu je umrla tudi mati; sprejeli so ga v Lateransko šolo, kjer je dobil znanstveno in nravno vzgojo. V cerkvenih službah je postopoma napredoval, prejevši vse cerkvene redove, dokler ga ni končno Gregor IV.  imenoval za arhiprezbiterja. Zelo dobro je torej poznal ustroj cerkvenega vodenja; njega pa so še bolje poznali rimski reveži, ki jim je pridigal, delil miloščino in tolažbo. .
Bil je peti papež iz rimske rodbine Colonna. Ime Sergij je sprejel od očeta Sergija, ki mu je umrl že v zgodnji mladosti.

### Papež in protipapež
Januarja 844 je duhovščina in večina Rimljanov izvolila arhiprezbiterja Sergija, del laikov pa diakona Janeza, ki si je izbral ime Janez VIII. Ker so Janezovi pripadniki grozili s silo, so Sergija takoj posvetili, ne da bi čakali na cesarjevo potrditev, kakor je določala Constitutio Romana iz leta 824. Tam je namreč pisalo, da je lahko novoizvoljeni papež posvečen šele takrat, ko potrdi volitve frankovski vladar. Cesar Lotar - ki je ljubosumno varoval svojo oblast, rad pa omejeval tujo -  je v Rim poslal svojega sina Ludvika z močnim vojaškim spremstvom, da bi skupaj z metzskim škofom Drogom preiskal potek volitev. Sergijeva stranka je prevladala, vendar je moral Sergij dokazati veljavnost izvolitev pred zborom škofov, pa tudi priznati potrebo, da volitve potrdi cesar.
Ko je Ludvik pomiril zdražbe, ga je Sergij mazilil za langobardskega kralja ter prisegel zvestobo Lotarju..

### Dela
Sergij je najprej posvetil pozornost ureditvi mesta in okolice. Uredil je velike vodovode, več cerkva okrasil, Zveličarjeve jaslice v cerkvi Marije Snežne pa je okrasil s srebrnimi lističi. 22. novembra 846 je zadela Rim huda naravna nesreča: reka Tibera je poplavila nižje ležeča področja. Papež je povsod pomagal; podpiral je veliko število brezdomcem in ponovno zgradil sirotišnico – Orphanotropheum. Obnovil je tudi zapuščene katakombe; poleg cerkve svetega Silvestra in Martina, kjer je bil prej arhiprezbiter, je dal zgraditi samostan.

### Saracenskivpadi
Saraceni, ki so zasedli papeška posestva na Siciliji , so prodrli prek otočja Ponza že tako daleč, da so se 23. avgusta 846 v rimskih pristaniških mestih Ostiji in Portu izkrcali, napadli Rim ter izropali številne cerkve, med njimi tudi baziliko sv. Petra  in baziliko sv. Pavla . Nadaljnje ropanje je preprečil kraljevič Gvido Spoletski (842-860), ki je s svojo vojsko uspešno pregnal Saracene iz Lacija.
Letopisci poročajo, da je Adelbert, odločni toskanski grof in frankovski zaščitnik papeških ozemelj na Korziki, poslal 10. avgusta 846 nujno pismo papežu. Obvestil ga je, da pluje iz Afrike proti Rimu ladjevje 73 ladij, ki prenašajo na palubah vojsko enajst tisoč Saracenov s petsto konji. Svetoval je papežu, naj umakne za rimsko obzidje telesa blaženih apostolov Petra in Pavla ter zaklade obeh bazilik, ki sta tedaj obe stali zunaj obzidja. Papeževi svetovalci pa so menili, da je novica neverjetna. Nekateri pametnejši Rimljani pa so se posvetovali in uvedli izredno stanje v Rimu in okolici, kar pa ni bilo zadosti za zaustavitev osvajalcev. Podobne novice so se večkrat pokazale kot neresnične - tokrat pa ne.

## Smrt
Sergij je umrl 27. januarja 847 v Rimu. 
Pokopan je v Baziliki svetega Petra v Vatikanu.